# Neoathyreus lyriferus
Neoathyreus lyriferus es una especie de coleóptero de la familia Geotrupidae.

## Distribución geográfica
Habita en Costa Rica y en Ecuador.